# Dietmar Schillig
Dietmar Schillig (* 8. März 1935 in Maifritzdorf, Kreis Frankenstein i. Schles., Provinz Niederschlesien; † 20. Februar 2021) war ein deutscher Geograph, Hochschullehrer und von 1978 bis 1982 Rektor der Pädagogischen Hochschule Weingarten.

## Leben und Wirken
Schillig war von 1978 bis 1982 Rektor der PH Weingarten. Ein Schwerpunkt seiner Amtszeit war der Einsatz für den Erhalt der Realschullehrerausbildung am Standort Weingarten, womit er den Bestand der Hochschule bis heute sicherte. Ebenfalls unter seiner Führung öffnete sich die PH durch die Einführung von Aufbaustudiengängen und die Verleihung des eingeschränkten Promotionsrechts in Zusammenarbeit im Promotionsverfahren mit der Universität Konstanz. Von 1982 bis 1983 war er Prorektor, von 1986 bis 1994 hatte er die Leitung des Amtes für die Schulpraktische Ausbildung inne.
Als Professor lehrte Schillig 29 Jahre in seinem Fach Geographie, dabei galt sein besonderes Forschungsinteresse der Region Oberschwaben. Dies zeigte sich in seiner Tätigkeit als Mitherausgeber des „Weingartener Heimatbuchs“ und als Mitbegründer der Zeitschrift „Im Oberland“. Schillig ging 2000 in den Ruhestand.
Auch nach seiner Emeritierung war Schillig noch als Referent in der Erwachsenenbildung tätig.

## Politische Ämter
Dem Kreistag des Landkreises Ravensburg gehörte Schillig von 2004 bis 2009 für die SPD an. Zudem saß er von 1975 bis 1980 und von 1994 bis 2009 im Gemeinderat der Stadt Weingarten, davon mehrere Jahre als ehrenamtlicher stellvertretender Bürgermeister.

## Auszeichnungen
- 2014: Bürgermedaille der Stadt Weingarten[4]
- 2011: Felix-von-Hornstein-Medaille

## Werke
Schillig war für den Klett-Verlag an mehreren Ausgaben des „Atlas Weltgeschichte“ beteiligt. 